# Criollo
Pour les articles homonymes, voir Criollo (homonymie).
Criollo est un terme générique pour désigner plusieurs races de petits chevaux d'Amérique du Sud et d'Amérique centrale, issues du cheval colonial espagnol. Le criollo argentin, le plus connu, est un petit cheval vif qui s'est taillé une solide réputation en polo et lors de randonnées au long cours. En fonction des pays concernés, les variétés de Criollo sont connus sous les noms de Criollo militar, Crioulo (Brésil), Criollo chilien, Criollo péruvien, Criollo vénézuélien, Criollo uruguayen, ou encore Criollo paraguayen. Il existe aussi plusieurs variétés à Cuba. Réputé pour sa grande endurance, le Criollo est traditionnellement monté par les Gauchos argentins. Bien que très répandus en Amérique du Sud, ces chevaux sont méconnus hors de ce continent.

## Étymologie et terminologie
Il existe plusieurs variétés de Criollo. Par défaut, ce nom en espagnol désigne la race d'Argentine. « Crioulo » est le nom portugais de la variété brésilienne de ce cheval. Criollo (en espagnol) ou Crioulo (en portugais), signifient tous deux « Créole », désignant ce qui est d'origine ibérique. Ce mot est utilisé pour désigner le cheval commun et local.

## Histoire

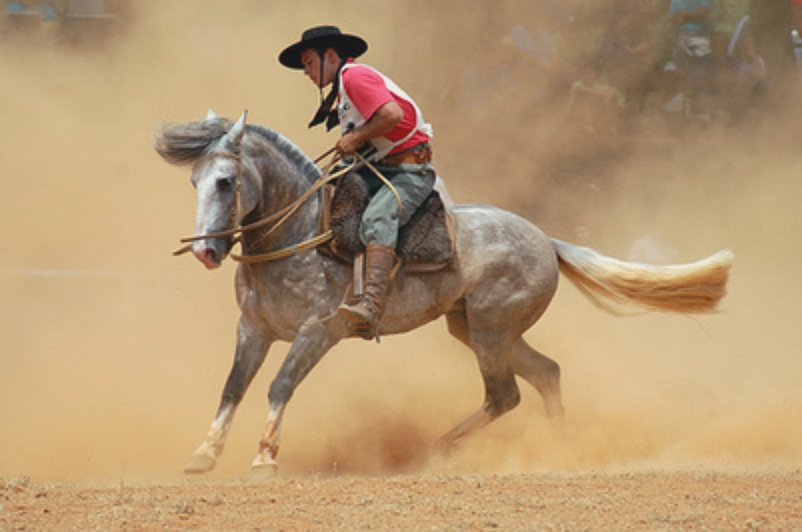
Criollo monté en harnachement traditionnel.

Comme beaucoup de chevaux dans les Amériques, le Criollo est d'ascendance ibérique. Il descend notamment du Barbe et du Sorraia. Les Criollo sont les descendants directs de ces chevaux importés par les colons lors de la conquête du Nouveau Monde, qui se sont échappés pour retourner à l'état sauvage dans la pampa. Dès le XVIe siècle, ces animaux gagnent l'Amérique du Sud et sont parfois capturés par les indiens. Ils héritent de leur vie sauvage une grande résistance. Durant quatre siècles, le Criollo s'adapte aux plaines argentines et les gaúchos l'adoptent comme cheval de chasse et de travail. Ils deviennent des compagnons indispensables pour le travail du bétail dans les haciendas. Une sélection inconsciente s'opère.
À la fin du XIXe siècle, l'introduction de nouvelles races de chevaux en Argentine, notamment du Pur-sang, menace l'existence de la race. Un groupe d'éleveurs s'associe pour la sauvegarder et met en place une sélection génétique rigoureuse, en s'appuyant sur des tests d'utilisation. Le Professeur Solanet et ses amis organisent l'élevage puis en 1918, le stud-book argentin de la race est établi.
En 1932, les éleveurs de la région brésilienne du Rio Grande do Sul créent à leur tour une association des éleveurs de chevaux Criollo, dans le but de sélectionner la race. En 1941, le stud-book brésilien compte 1387 chevaux. Dans les années 1950, la création de l'International Federation of Criollo Horse Breeders (FICCC) donne un nouveau souffle à la race et fédère les éleveurs des différents pays sud-américains.

### Mancha et Gato
En 1925, Aimé Félix Tschiffely, un cavalier d'origine suisse émigré en Argentine, décide de parcourir à cheval la distance entre Buenos Aires et New York, soit plus de 15 000 kilomètres. En plus du défi humain que cela représente, il veut notamment prouver que les Criollos sont les meilleurs chevaux en Amérique, et les plus résistants. Il décide de chevaucher deux criollos : Mancha (« Tacheté »), âgé de quinze ans, et Gato (« Chat »), qui en a seize. Natifs d'Argentine, ces deux chevaux sont déjà âgés et laissés en liberté. Le projet suscite beaucoup de critiques sur sa faisabilité et son réalisme.
Aimé Félix Tschiffely parcourt le continent américain du Sud vers le Nord pendant deux ans et demi (1925 - 1928) en traversant des régions particulièrement rudes. Par ailleurs écrivain, il raconte cette chevauchée de légende à son retour, dans un ouvrage traduit dans de nombreuses langues. Mancha et Gato sont rapatriés en Argentine et ramenés dans leur ranch de départ après cet exploit. Gato meurt le 17 février 1944 à l'âge de 36 ans, et Mancha, le 25 décembre 1947 à 40 ans.

## Description

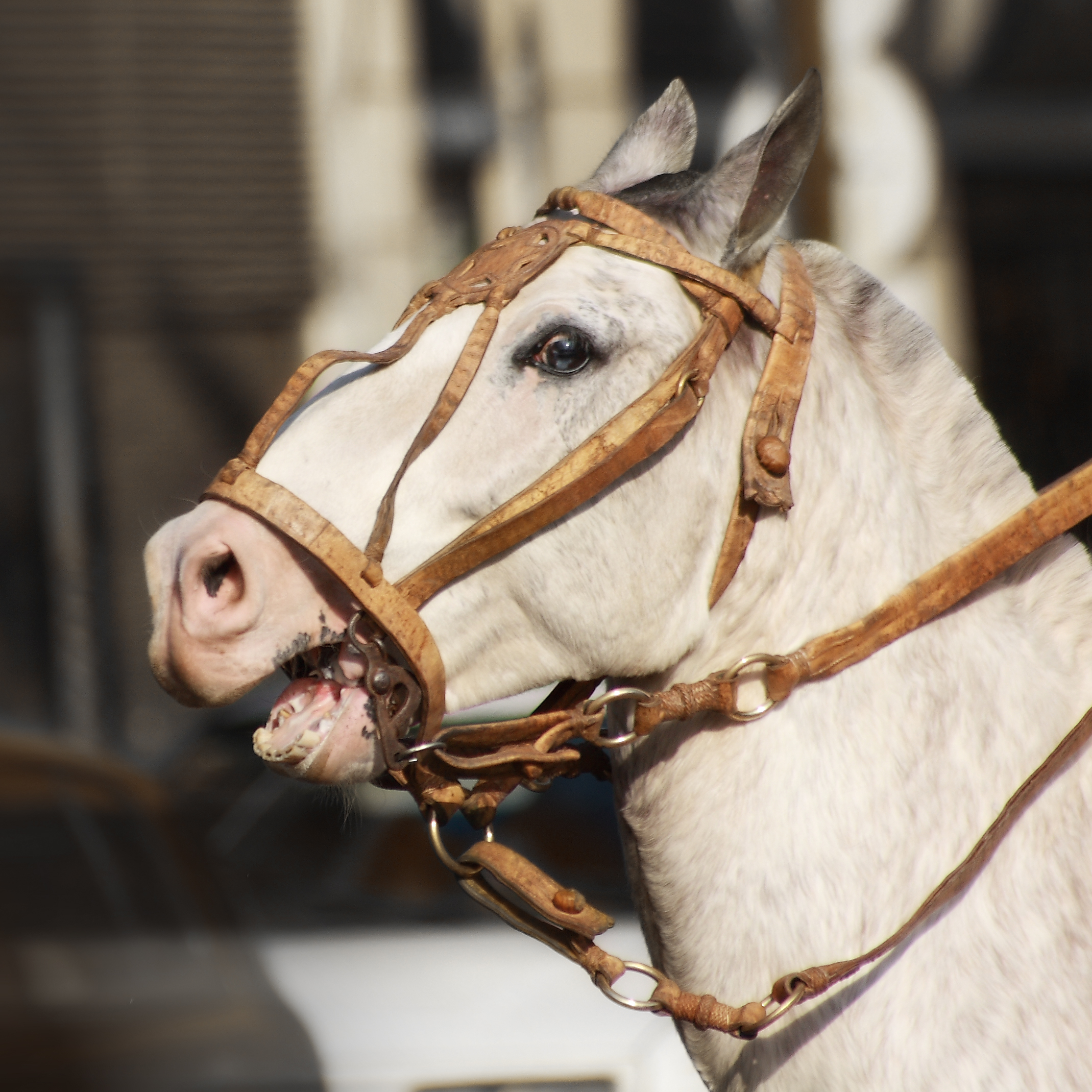
Tête d'un Criollo argentin portant la bride traditionnelle des Gauchos.

Le Criollo peut être considéré comme un équivalent sud-américain du cheval de travail de bétail nord-américain, le Quarter Horse. Comme lui, il présente une conformation très musclée et massive pour un cheval de selle. Bien que provenant de différents pays, les Criollos sont caractérisés par leur sens du bétail et leur endurance. Ils mesurent entre 1,40 m et 1,50 m (1,42 m et 1,52 m selon une autre source).
La tête est plutôt longue, dotés d'un profil rectiligne ou convexe. Exceptionnellement, il arrive de voir un chanfrein concave, mais la tête rectiligne ou légèrement convexe est la norme. La nuque est courte et élégante et d'un front large, avec de longues oreilles et des yeux éveillés. L'encolure est longue et bien musclée. L'épaule est longue et inclinée, permettant des actions longues. Le garrot est bien sorti. Le passage de sangle est profond, associé à une cage thoracique arrondie. Le dos est ramassé et puissant, tout comme l'arrière-main qui est très musclée. Les cuisses sont bien découpées, les jarrets nets et les pieds d'excellente qualité. Les membres sont relativement courts, notamment au niveau du canon, avec des articulations larges. Ces chevaux sont musclés, et ont des crins abondants. Certains amblent naturellement.
Le Crioulo brésilien ressemble beaucoup au cheval Barbe. Il a plutôt une tête courte et triangulaire, au profil légèrement convexe ou droit, des oreilles courtes et bien séparées, une croupe peu inclinée et un tempérament actif. Il existe aussi une variété de cette race élevée à Cuba.

### Robe

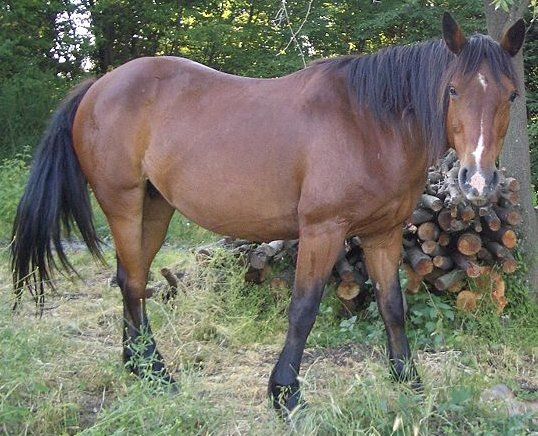
Un Criollo bai en Toscane.

De nombreuses robes se rencontrent chez la race, en particulier avec le gène Dun. Le Criollo présente typiquement une crinière claire, une raie de mulet et une liste blanche. Le gène dun est favorisé par les éleveurs. La robe rouanne sous toutes ses variantes est également fréquente. On trouve aussi de l'alezan et du pie, mais seulement sous certaines formes de pie. Les classiques robes noires, grises et baies se rencontrent également. Toutes les robes sont admises par le registre argentin de la race, sauf le « pintado » et le tobiano. Les marques blanches sont fréquentes, en particulier sur les membres postérieurs. Certains chevaux arborent une raie de mulet.

### Tempérament et entretien
Les Criollos sont réputés particulièrement frugaux, sains, robustes et endurants. Capables de supporter de très lourdes charges sur de longues distances et tous types de terrain, ils disposent en plus d'une excellente longévité, généralement supérieure à celle des autres chevaux puisqu'elle atteint facilement 40 ans. Ils sont d'un tempérament autonome et persévérant. Certains disent qu'ils sont sauvages et peu proches de l'homme, d'autres, au contraire, les dépeignent comme très amicaux. La façon dont ils ont été élevés est pour beaucoup dans ces différences. En Argentine, les chevaux sont élevés en extérieur et n'ont aucun contact avec l'homme avant l'âge de trois ans. Le climat rude du pays les ont rendus particulièrement endurants et résistants.

### Sélection
Différentes analyses effectuées sur le Criollo brésilien ont prouvé une excellente diversité génétique,. Ces analyses génétiques effectuées sur le cheptel Criollo du Venezuela ont révélé la même diversité, en dépit de la baisse de la population de chevaux.

### Types
- Andin
- Chola, variété du Pérou, moins définie et caractérisée que les autres Criollo[15].
- Chilien
- Chilote
- Criollo argentin
- Criollo paraguayen
- Criollo uruguayen
- Criollo vénézuélien
- Crioulo
- Paso cubain
- Sunicho
- Trotteur cubain

## Utilisation
En Argentine, c'est la monture exclusive des Gauchos. Ce cheval de bât et de travail du bétail est également très à l'aise dans les épreuves de TREC et d'équitation Western.

### Croisements
Le croisement du Criollo et du Pur-sang produit les fameux poneys de polo argentins. L'Anglo-argentino, Silla argentino ou Selle argentin, est issu de croisements entre le Criollo argentin et des chevaux de sang, dont des Pur-sangs.

## Diffusion de l'élevage
L'Argentine, le Brésil, le Chili, Cuba, le Paraguay, et l'Uruguay forment les pays officiellement membres de l’International Federation of Criollo Horse Breeders (FICCC). Les échanges sont fréquents entre les éleveurs et utilisateurs de ces différents pays. Peu connu en dehors de sa région d'origine, le Criollo est pourtant l'une des races de chevaux les plus importantes numériquement au monde. Le Criollo brésilien est élevé dans la région du Rio Grande do Sul mais aussi en Guyane française où il est utilisé sur les exploitations, en particulier pour l'élevage du bétail. Ce département français d'outre mer compte ainsi plus de 800 chevaux en grande majorité des races Criollo et Mangalarga.
Par ailleurs, l'ouvrage Equine Science (4e édition de 2012) classe le Criollo parmi les races de chevaux de selle peu connues au niveau international.

#### Travaux académiques
- [Ganné 2004] Cédric Ganné, Indiens et chevaux dans la pampa : évolution d'une culture et d'une race chevaline : Thèse de doctorat en Espagnol sous la direction de Jean-Pierre Sánchez à l'université de Rennes II Haute-Bretagne, Rennes, 2004